# Mughiphantes variabilis
Mughiphantes variabilis là một loài nhện trong họ Linyphiidae.
Loài này thuộc chi Mughiphantes. Mughiphantes variabilis được Wladislaus Kulczynski miêu tả năm 1887.